# 维克托·乌戈·卡里略
维克托·乌戈·卡里略·卡萨诺瓦（西班牙語：Víctor Hugo Carrillo Casanova，1975年10月30日—）是秘魯的足球裁判，也是一名圖像設計師。他於2005年取得國際足協的國際裁判資格，得以為國際比賽判法。同年，他為南美洲U15錦標賽的兩場分組賽判法。2007年，又替兩場南美自由盃的分組賽裁決。2010年，被委任為世界冠軍球會盃其中一場準決賽的球證。翌年，又為U17世界盃判法，其中包括兩場分組賽和一場16強賽。2013年的U20世界盃中，他負責兩場的分組賽。2014年的世界盃，他在烏拉圭對哥斯達黎加的分組賽中出任第四球證。

## 資料來源
1. ↑  .   [2014-06-15]. （原始内容存档于2016-03-04）.
2. ↑  .   [2014-06-15]. （原始内容存档于2014-06-18）.
3. ↑   (PDF).   [2014-06-15]. （原始内容存档 (PDF)于2016-03-03）.